# Georg Kremplsetzer
Georg Kremplsetzer (* 20. April 1827 in Vilsbiburg; † 9. Juni 1871 ebenda), auch Krempelsetzer, war ein deutscher Komponist und Musiker.

## Leben

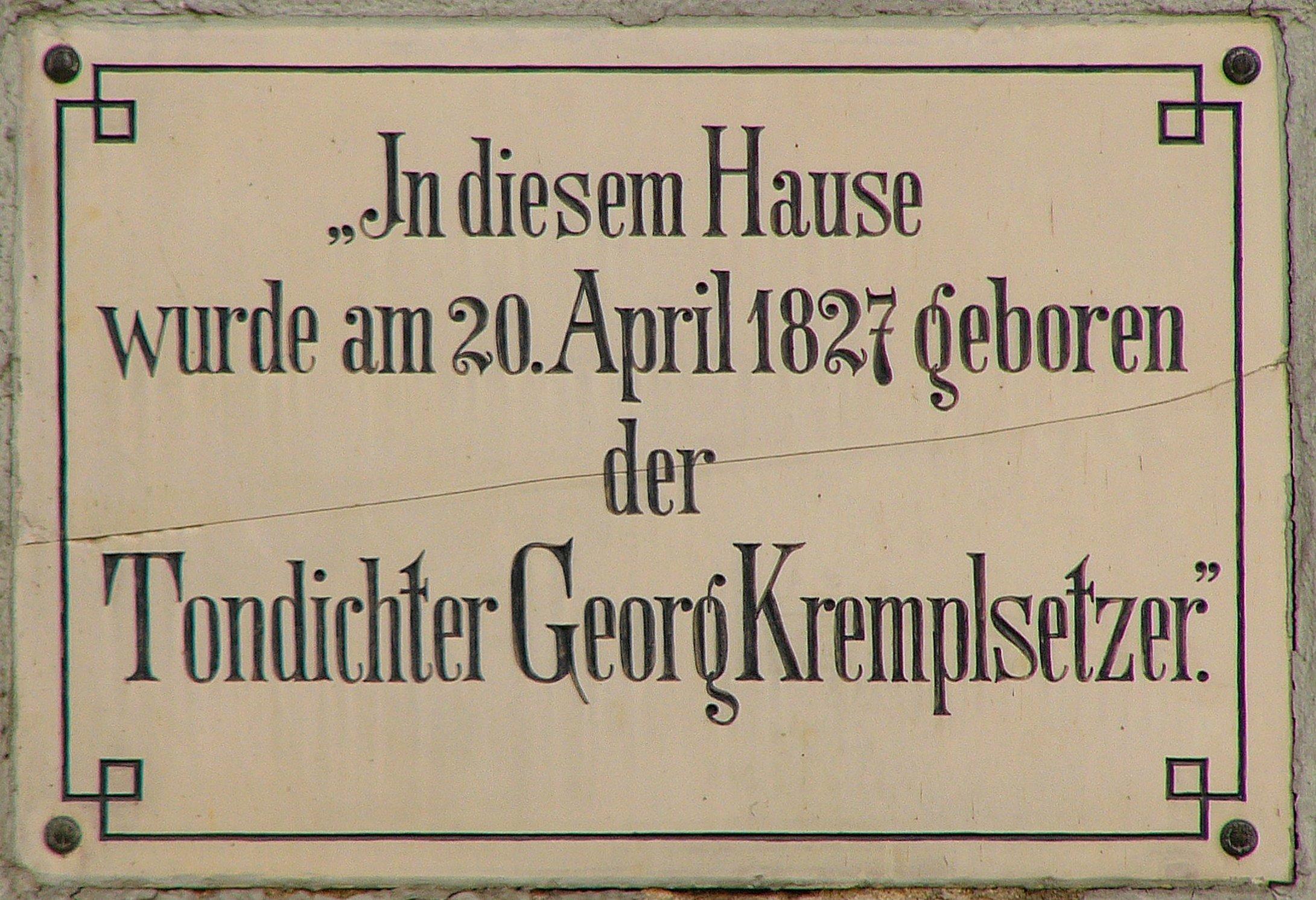
Tafel an Kremplsetzers Geburtshaus in Vilsbiburg

Er wurde im niederbayerischen Vilsbiburg als Sohn eines Tuchfabrikanten geboren. Seine Ausbildung zum Musiker durchlief er in München. Dort hatte er einige Anfangserfolge. Zu seiner Laufbahn gehört auch eine Zusammenarbeit mit Wilhelm Busch, der sich in den 1860er Jahren, nachdem er erste Erfolge als satirischer Zeichner und Dichter hatte, auch als Librettist versuchte. Wilhelm Busch verfasste bis 1863 drei größere Bühnenarbeiten: Liebestreu und Grausamkeit, eine romantische Oper in drei Aufzügen, das Märchensingspiel Hansel und Gretel sowie Der Vetter auf Besuch, eine Form von Opera Buffa. Georg Kremplsetzer lieferte mit Sicherheit die Musik für die beiden letzten Werke. Er ist aber möglicherweise auch der Komponist der romantischen Oper, der auf dem Theaterzettel als Motzhoven, einem Kunstnamen aus Mozart und Beethoven, angegeben ist.
Liebestreu und Grausamkeit wurde am 8. Februar in München aufgeführt, Hansel und Gretel wurde im Februar 1862 im Münchner Konzerthaus Odeon uraufgeführt. Die Aufführung zählte damals zu den gesellschaftlichen Ereignissen in München. Die Musik von Kremplsetzer ist allerdings nicht erhalten geblieben. Der Vetter auf Besuch scheiterte daran, dass diese eigentlich komische Oper immer wieder lyrische Einlagen hatte, die nicht zu dem sonstigen Charakter der Oper passten. Georg Kremplsetzer und Wilhelm Busch zerstritten sich so sehr über dieses Stück, dass Wilhelm Busch seinen Namen als Autor zurückzog und die Oper nur noch als Singspiel von Georg Kremplsetzer erschien. Georg Kremplsetzer nahm nach diesen ersten Erfolgen eine Stelle als Kapellmeister in der Provinz an. Diese Stelle verlor er allerdings in den Kriegsjahren 1870/71. Er kehrte krank und resigniert zu seiner Familie nach Vilsbiburg zurück und verstarb dort 1871 im Alter von erst 44 Jahren. Von seinen Kompositionen ist nahezu nichts erhalten. Die meisten Werke gingen im Zweiten Weltkrieg verloren.
Im Frühjahr 2024 fanden im Marstall des Schlosses Pertenstein und im Ballhaus Rosenheim jeweils zwei Aufführungen seiner Oper "Der Rothmantel" statt.

## Ehrung
Nach dem Komponisten ist seit 1932 die Kremplsetzerstraße im Münchner Ortsteil Daglfing benannt.

## Belege
1. ↑   Eva Weissweiler: Wilhelm Busch. Der lachende Pessimist. Eine Biographie. Kiepenheuer & Witsch, Köln 2007, ISBN 978-3-462-03930-6, S. 102
2. ↑  Vgl. auch Wilhelm Busch: München. Heute Mittwoch den 8. Februar 1860. Liebestreu und Grausamkeit. Romantische Oper in 3 Acten von Motzhoven. In: Rolf Hochhuth: Wilhelm Busch, Sämtliche Werke und eine Auswahl der Skizzen und Gemälde in zwei Bänden. Band 2 Was beliebt ist auch erlaubt. Bertelsmann, Gütersloh 1959, S. 846(–852).
3. ↑   Eva Weissweiler: Wilhelm Busch. Der lachende Pessimist. Eine Biographie. Kiepenheuer & Witsch, Köln 2007, ISBN 978-3-462-03930-6, S. 104
4. ↑  2024 – Georg Kremplsetzer: „Der Rothmantel“ – erlesene oper e.v. 3. Dezember 2023, abgerufen am 6. Mai 2024 (deutsch).
5. ↑  Hans Dollinger: Die Münchner Straßennamen, 8. aktualisierte Auflage 2016, MünchenVerlag in der Chr. Belser Gesellschaft für Verlagsgeschichte GmbH & Co. KG, Stuttgart, S. 178, ISBN 978-3-7630-4039-1 (dort als Krempelsetzerstraße)